# Wim Kieboom

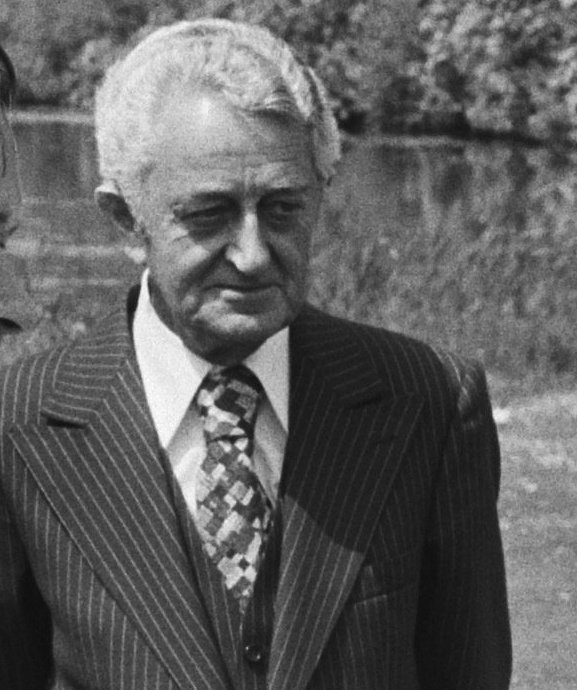
Burgemeester W.A. Kieboom (1976)

Willem Adrianus (Wim) Kieboom (Rotterdam, 13 juli 1918 – Holten, 2 september 1991) was een Nederlands politicus van de PvdA.
Vanaf 1946 tot 1970 was hij vakbondsbestuurder; zo was hij secretaris van de in 1956 bij een fusie ontstane Nederlandse Bond van Vervoerspersoneel (NBV) die was aangesloten was bij het Nederlands Verbond van Vakverenigingen (NVV). Daarnaast was hij lange tijd lid van de gemeenteraad van Utrecht. Na nog enige tijd wethouder in Utrecht te zijn geweest werd Kieboom in mei 1975 benoemd tot burgemeester van Vlaardingen. In januari 1982 ging hij vervroegd met pensioen en bijna tien jaar later overleed hij op 73-jarige leeftijd. In Vlaardingen is de 'Burgemeester Kieboomlaan' naar hem vernoemd.